# Derick Silva
Derick Silva, född 23 april 1998, är en friidrottare från Brasilien. Han deltog vid olympiska sommarspelen 2020.